# Trattato di Praga (1866)
Il trattato di Praga è un trattato di pace siglato tra il Regno di Prussia e l'Impero austriaco a Praga il 23 agosto 1866, ponendo fine alla guerra austro-prussiana.
Il trattato fu indulgente verso l'Impero austriaco, perché Otto von Bismarck aveva convinto Guglielmo I che mantenendo il posto dell'Austria in Europa sarebbe stato meglio per il futuro della Prussia: Bismarck pensava infatti che, senza l'Austria, la Prussia si sarebbe indebolita in un'Europa relativamente ostile. In un primo momento, Guglielmo I avrebbe voluto arrivare fino a Vienna ed annettere l'Austria, ma Bismarck lo fermò, anche minacciando di dimettersi e, più drasticamente, di gettarsi fuori dalla finestra al quarto piano del castello di Nikolsburg. In effetti, fu proprio questa cordialità relativa con l'Austria a provocare i clamori in Europa nel 1914 che portarono alla Grande Guerra.
L'Austria perse solo le residue terre del Regno Lombardo-Veneto, ovvero le province venete (incluso l'odierno Friuli occidentale) e quella di Mantova, che vennero cedute all'imperatore Napoleone III di Francia, il quale a sua volta le cedette al Regno d'Italia. L'Austria si rifiutò di cedere direttamente queste regioni all'Italia, poiché gli austriaci avevano sconfitto gli italiani durante la guerra.
La Prussia promise un referendum per il ritorno dello Schleswig del Nord alla Danimarca, dalla quale era stato strappato. Il referendum (plebisciti nello Schleswig) si tenne però solo con la sconfitta della Germania dopo la prima guerra mondiale.
Il trattato inaspettatamente inflisse una punizione debole all'Austria: secondo alcune teorie questo fu dovuto al desiderio di Bismarck di utilizzare l'Austria in futuro nei suoi piani di unificazione della Germania.
Gli Asburgo furono definitivamente esclusi dagli affari tedeschi (Kleindeutschland, lett. Piccola Germania). Il Regno di Prussia, inoltre, si affermò come l'unica grande potenza tra gli Stati tedeschi: la Confederazione germanica venne abolita. Inoltre, l'anno successivo alla Pace di Praga, fu fondata la Confederazione Germanica del Nord quale alleanza militare degli Stati tedeschi settentrionali uniti insieme; gli Stati della Germania meridionale, invece, rimasero fuori della Confederazione e furono tenuti a pagare ingenti indennizzi alla Prussia.